# Estádio Abelardo Canduru
Estádio Abelardo Canduru – stadion w Icoaraci, Pará, Brazylia, na którym swoje mecze rozgrywają kluby Pinheirense Esporte Clube.